# دیوید کانتور
دیوید کانتور (انگلیسی: David Cantor؛ زادهٔ ۱ ژانویهٔ ۱۹۵۴) خواننده، و بازیگر تلویزیون اهل ایالات متحده آمریکا است.